# Janinagrube
Janinagrube (niem. Arbeitslager Janinagrube) – niemiecki nazistowski podobóz Auschwitz-Birkenau, zlokalizowany w Libiążu. 

## Przed powstaniem podobozu
Pierwsze prace przy budowie kopalni w okolicach Libiąża podjęto w latach 1901–1904. Wywiercono otwory próbne, co miało na celu rozpoznanie złóż węgla. Pozytywne wyniki testów doprowadziły do budowy kopalni w latach 1905–1912, którą prowadziła grupa francuskich przemysłowców. Wydobycie węgla rozpoczęto w 1907 roku, gdy kopalnia była jeszcze w budowie. Kopalnię nazwano Janina – prawdopodobnie na cześć córki jednego ze współzałożycieli kopalni, Alexiusa Bartla. W 1911 r. rozpoczęto budowę górniczych budynków mieszkalnych. Eksploatacja pokładów węgla na dużą skalę rozpoczęła się w 1912 r., kiedy to pogłębiono szyby kopalniane I i II do poziomu 300 m. W czasie I wojny światowej kopalnia Janina znalazła się pod niemieckim nadzorem wojskowym.
Po I wojnie światowej część Górnego Śląska wraz z Libiążem znalazła się w granicach Polski. Kopalnia Janina była jednak nadal własnością francuskich przemysłowców. W kopalni Janina przez długi czas utrzymywały się prymitywne metody wydobycia. Dopiero w 1922 r. przy przodku zaczęto używać lokomotyw spalinowych, a pierwsza lokomotywa elektryczna do wywożenia żużla pojawiła się dopiero w 1930 r. W latach 30. w kopalni pracowało ok. 800 osób. 8-godzinny dzień pracy wprowadzono w 1921 r., ale nadal powszechna była praca po 10, a nawet 12 godzin dziennie. W 1938 r. wybudowano łaźnię górniczą, a pod koniec 1938 r. powołano zakładową straż pożarną i zespoły obrony przeciwlotniczej.

## Historia podobozu
W 1941 roku IG Farben rozpoczął budowę zakładów chemicznych w Monowicach koło Oświęcimia, co wymagało ogromnych dostaw węgla, dlatego zarząd IG Farben rozpoczął negocjacje w sprawie zakupu kopalń położonych w pobliżu Oświęcimia. Kontrolny pakiet akcji kopalni Janina w Libiążu został zakupiony przez IG Farben 2 marca 1943 r. Na terenie kolonii górniczej Obieżowa w Libiążu utworzono w 1943 r. obóz dla jeńców brytyjskich. Jeńcy pracowali w kopalni Janina, jednak ich pracę uznano za nieefektywną, a jeńcy brytyjscy sprawiali problemy odmawiając pracy. Wkrótce IG Farben rozpoczął negocjacje z komendantem Auschwitz w sprawie pozyskania innych więźniów do pracy w kopalni. Po oględzinach komendanta Auschwitz Rudolfa Hössa i przedstawiciela IG Farben, dr Dürrfelda, kierownika technicznego IG Farben Auschwitz Werke, uzgodnili, że brytyjskich jeńców wojennych zastąpią więźniowie obozu koncentracyjnego Auschwitz. Jeńcy brytyjscy opuścili obóz 20 sierpnia 1943 r.
4 września 1943 roku przywieziono z Auschwitz pierwszych 400 więźniów do nowego podobozu. Pod koniec 1944 r. stan osobowy podobozu osiągnął 900 osób: głównie Żydów z Polski, Czech, Grecji, Francji, Belgii, Holandii i Włoch, a także kilkudziesięciu Polaków i Niemców. Umieszczono ich w budynku murowanym oraz czterech barakach drewnianych, w kolejnym urządzono kuchnię i magazyn żywnościowy. Obóz miał kształt prostokąta i był otoczony podwójnym rzędem ogrodzenia z drutu kolczastego zawieszonego na betonowych słupach. Ogrodzenie zewnętrzne zostało zelektryfikowane. W rogach obozu stały cztery drewniane wieże strażnicze wyposażone w reflektory. Brama prowadząca do obozu znajdowała się w głównej ulicy biegnącej między budynkami mieszkalnymi. Nad bramą widniał napis „Arbeitslager Janinagrube”. Więźniowie pracowali w ciężkich warunkach i bez odzieży ochronnej przy wydobywaniu i transporcie węgla do szybu kopalni. Do stycznia 1945 r. zmarło w obozie lub zginęło w kopalni ponad 40 więźniów, a prawie 1 tys. jako niezdolnych do pracy odesłano do Birkenau lub Monowitz. Kierownikami podobozu byli kolejno SS‑Unterscharführer Franz Baumgartner i SS‑Oberscharführer Hermann Kleeman. Załogę stanowiło 38 esesmanów. 
W styczniu 1945 r. w trakcie marszu ewakuacyjnego część więźniów wywieziono koleją z Gliwic do obozów Mauthausen i Buchenwald, inni musieli dotrzeć pieszo (ponad 200 km) aż do Gross‑Rosen na Dolnym Śląsku. Na terenie podobozu esesmani pozostawili ok. 60 niezdolnych do marszu więźniów. Po wyzwoleniu zostali oni otoczeni opieką przez mieszkańców Libiąża.

## Historia powojenna
25 stycznia 1945 r. do Libiąża wkroczyły wojska radzieckie. W pierwszych dniach lutego 1945 r. w Janinie wznowiono wydobycie. Po wojnie kopalnię przejął Krakowski Związek Przemysłu Węglowego, a następnie od 1947 roku Jaworznicko-Mikołowskie Zjednoczenie Przemysłu Węglowego. W latach 60. dyrekcja kopalni podjęła znaczne inwestycje, m.in. podstację transformatorową, nową halę, a także Dom Kultury i Dom Górnika w Libiążu oraz nowe bloki mieszkalne na Kolonii Urzędniczej. W latach 1975–1978 Ministerstwo Górnictwa i Energii zbudowało zakład zgazowania węgla, produkujący gaz syntezowy z węgla z kopalni. 1 marca 1982 roku zakład został włączony do kopalni Janina. 

## Upamiętnienie
W 1965 roku przy ulicy Obieżowej ustawiono pomnik poświęcony pamięci ofiar podobozu.